# Yves Guyon

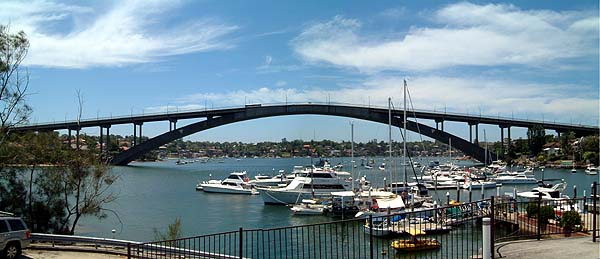
Ponte Gladesville

Yves Guyon  (1899 – Paris, 10 de dezembro de 1975) foi um engenheiro civil francês.
Guyon estudou a partir de 1918 na École polytechnique. Após participar da Primeira Guerra Mundial trabalhou na Renault e foi de 1928 a 1935 engenheiro chefe da filial francesa do fabricante de estadunidense de máquinas para estrada Blaw-Knox. A partir de 1934 diretor técnico da firma Société des grands travaux en béton armé (GTBA), trabalhou a partir de 1942 na Campenon Bernard e foi a partir de 1943 um colaborador próximo do pioneiro do concreto armado Eugène Freyssinet em sua firma STUP. 
Com Freyssinet voltou-se para o estudo do concreto protendido, área na qual foi pioneiro na França com obras fundamentais, sendo também internacionalmente influente. Em 1957 foi professor de concreto protendido no Centre des Hautes Études de la Construction (CHEBAP) da Fédérations du Bâtiment et des Travaux Publics.
Recebeu a Medalha de Ouro do IStructE de 1972.

## Publicações
- Béton précontraint. Étude théorique et expérimentale, 2 Bände, Éditions Eyrolles, Paris, 1958 (prefáio por Eugène Freyssinet)
- Constructions en béton précontraint – Classes. États limites (cours du CHEBAP), 2 Volumes, Éditions Eyrolles, 1966, 1968
- Calcul des ponts-dalles, 2 Teile, Annales des Ponts et Chaussées, 1949, Nr. 5, 6
- Calcul des ponts larges à poutres multiples solidarisées par des entretoises. Application aux planchers ,  Annales des Ponts et Chaussées, 1949, Nr. 5